# Archichlora chariessa
Archichlora chariessa là một loài bướm đêm trong họ Geometridae.